# Лапина (присілок)
Ла́пина (рос. Лапина) — присілок у складі Абатського району Тюменської області, Росія.
Населення — 206 осіб (2010, 233 у 2002).
Національний склад станом на 2002 рік:
- росіяни — 98 %